# Eilema oblitterans
Eilema oblitterans is een vlinder uit de familie spinneruilen (Erebidae), onderfamilie beervlinders (Arctiinae). De wetenschappelijke naam van de soort is voor het eerst geldig gepubliceerd in 1868 door Felder.
Deze nachtvlinder komt voor in tropisch Afrika.